# NGC 2714
NGC 2714 est une galaxie elliptique située dans la constellation de la Carène. NGC 2714 a été découverte par l'astronome britannique John Herschel en 1835.

## Caractéristiques
Sa vitesse par rapport au fond diffus cosmologique est de 2 994 ± 40 km/s, ce qui correspond à une distance de Hubble de 44,2 ± 3,2 Mpc (∼144 millions d'al).
À ce jour, une mesure non basée sur le décalage vers le rouge (redshift) donne une distance d'environ 33,700 Mpc (∼110 millions d'al). Cette valeur est à l'extérieur des valeurs de la distance de Hubble. Notons que c'est avec la valeur moyenne des mesures indépendantes, lorsqu'elles existent, que la base de données NASA/IPAC calcule le diamètre d'une galaxie et qu'en conséquence le diamètre de NGC 2714 pourrait être d'environ 16,7 kpc (∼54 500 al) si on utilisait la distance de Hubble pour le calculer.